# Annette Sabban
Annette Sabban (* 28. März 1953 in Klein Bülten; † 31. März 2019 in Lüneburg) war eine deutsche Sprach- und Übersetzungswissenschaftlerin. Sie lehrte als Universitätsprofessorin für Angewandte Sprachwissenschaft und Romanistik am Institut für Übersetzungswissenschaft und Fachkommunikation der Universität Hildesheim.

## Leben
Annette Sabban studierte Anglistik, Romanistik und Sinologie an den Universitäten Hamburg und Edinburgh sowie Psychologie als Zweitstudium an der Universität Hamburg. Sie legte Staatsprüfungen für das Lehramt am Gymnasium in den Fächern Englisch und Französisch ab. An der Universität des Saarlandes wurde sie 1981 zum Dr. phil. im Fach Anglistische Sprachwissenschaft promoviert. Der Titel ihrer Doktorarbeit lautet Gälisch-englischer Sprachkontakt. Zur Variabilität des Englischen im gälischsprachigen Gebiet Schottlands. Eine empirische Studie. Nach ihrer Promotion arbeitete sie von 1981 bis 1985 als Redakteurin für Fremdsprachenlehrwerke beim Ernst Klett Verlag in Stuttgart. Von 1985 bis 1991 war sie als Akademische Rätin auf Zeit am Institut für Romanische Philologie an der Ludwig-Maximilians-Universität München tätig. Dort habilitierte sie sich 1992 im Fach Romanische Philologie mit der Schrift Okkasionelle Variationen sprachlicher Schematismen. Eine Analyse französischer und deutscher Presse- und Werbetexte.
Nach ihrer Habilitation arbeitete sie von 1992 bis 1995 als Oberassistentin am Institut für Romanische Philologie in München. Von 1993 bis 1995 vertrat sie Professuren für Romanische Sprachwissenschaft an der Universität Heidelberg und an der Universität München. 1995 folgte sie dem Ruf an die Universität Hildesheim auf die Professur Angewandte Sprachwissenschaft und Romanistik. 2001 hatte sie eine DAAD-Gastprofessur und 2005 eine Erasmus-Kurzzeitdozentur in Helsinki inne. Eine weitere Gastprofessur führte sie 2006 an die Universität Paris VII.

## Mitgliedschaften
- Europäische Gesellschaft für Phraseologie (Mitglied im Vorstand 2004–2010)
- Deutscher Romanistenverband
- Deutscher Frankoromanistenverband
- Gesellschaft für Angewandte Linguistik

## Forschung
- Phraseologie im Text
- Kommunikation zwischen Experten und Nicht-Experten
- Sprachvergleich und Übersetzen

## Publikationen (Auswahl)

### Selbstständige Veröffentlichungen und Herausgeberschaften
- mit Chao, Jung-lang Chinesisch für Deutsche. Einführung in die chinesische Umgangssprache. Hamburg: Buske 1976. 6. unveränderte Auflage Hamburg: Buske 1995.
- Gälisch-englischer Sprachkontakt. Zur Variabilität des Englischen im gälischsprachigen Gebiet Schottlands. Eine empirische Studie. (Sammlung Groos 11.) Heidelberg: Julius Groos 1982.
- mit Chiao, Wei Grundstudium Chinesisch; Bd. 1. Bonn-Bad Godesberg: Kessler 1988. 3. Aufl. 2000.
- mit Jan Wirrer Redensarten und Sprichwörter im interkulturellen Vergleich. Wiesbaden: Westdeutscher Verlag 1991, Nachdruck 1992.
- mit Christian Schmitt Sprachlicher Alltag. Linguistik – Rhetorik – Literaturwissenschaft. Festschrift für Wolf-Dieter Stempel, 7. Juli 1994. Tübingen: Niemeyer 1994.
- Okkasionelle Variationen sprachlicher Schematismen. Eine Analyse französischer und deutscher Presse- und Werbetexte. (Romanica monacensia 53.) Tübingen: Narr 1998.
- Mitherausgeberin des Yearbook of Phraseology, Mouton de Gruyter seit 2009.

### Aufsätze
- On the Variability of Hebridean English Syntax: the Verbal Group, in: Manfred Görlach (Hrsg.), Focus on Scotland. (Varieties of English Around the World, 5) John Benjamins, Amsterdam 1985, S. 125–144
- "Une femme est une femme". Zur pragmatischen Fixierung tautologischer Sätze, in: Barbara Sandig (Hrsg.), Europhras 92. Tendenzen der Phraseologieforschung. Brockmeyer, Bochum 1994, S. 525–547
- 'Fühlen Sie sich nur nicht angesprochen!' Inszenierte Negativität in der Werbung, in: Jan Wirrer (Hrsg.), Phraseologismen in Text und Kontext. (Phrasemata I.) Aisthesis, Bielefeld 1998, S. 73–95
- Momente narrativer Entfaltung im populärwissenschaftlichen Zeitschriftentext, in Andreas Kablitz, Wulf Oesterreicher, Rainer Warning (Hrsg.), Zeit und Text. Wilhelm Fink, München 2003, S. 121–145
- Zur textbildenden Rolle von Phrasemen – mit einer Analyse von Musik-Moderationen und Kulturnachrichten im Hörfunk, in Ulrich Breuer, Irma Hyvärinen (Hrsg.), Wörter – Verbindungen. Festschrift für Jarmo Korhonen. Peter Lang, Bern 2006, S. 275–290
- Critical observations on the culture-boundness of phraseology, in Sylviane Granger, Fanny Meunier Hgg., Phraseology: An interdisciplinary perspective. John Benjamins, Amsterdam 2008, S. 229–241
- Übersetzte amerikanisch-englische Jugendliteratur im Deutschunterricht der Sekundarstufe I und die Ausbildung literarischer und sprachlicher Kompetenzen, in Friedrich Lenz (Hrsg.), Schlüsselqualifikation Sprache: Anforderungen – Standards – Vermittlung. Forum Angewandte Linguistik Bd. 50. Peter Lang, Bern 2009, S. 63–79
- Werbekommunikation phraseologisch, in Nina Janich (Hrsg.), Handbuch Werbekommunikation. Sprachwissenschaftliche und interdisziplinäre Zugänge. Narr Francke Attempto, Tübingen 2012, S. 89–106

### Rezensionen durch die Autorin
- Martin Piasek: Gesprochenes Chinesisch. Verlag Enzyklopädie, Leipzig 1973. Rez. in: Nachrichten der Gesellschaft für Natur- und Völkerkunde Ostasiens, Hamburg, #121/122, 1997, S. 172–174
- Willi Erzgräber, Paul Goetsch (Hrsg.): Mündliches Erzählen im Alltag, fingiertes mündliches Erzählen in der Literatur. Reihe: ScriptOralia, 1. Narr, Tübingen 1987. Rez. in: Zeitschrift für romanische Philologie, 105, 1989, S. 552–557
- Andrea Maria Dittgen. Regeln für Abweichungen. Funktionale sprachspielerische Abweichungen in Zeitungsüberschriften, Werbeschlagzeilen, Werbeslogans, Wandsprüchen und Titeln. Peter Lang, Bern 1989 (Europäische Hochschulschriften, 1160.) Rez. in: Wirkendes Wort,1, 1991, S. 152–157
- Thomas Kotschi, Ulrich Detges, Colette Cortès: Wörterbuch französischer Nominalprädikate. Funktionsverbgefüge und feste Syntagmen der Form "être + Präposition + Nomen". Gunter Narr, Tübingen 2009. Rez. in: Yearbook of Phraseology 1, 2010, S. 194–198